# 興業號遊艇沉沒事故
興業號遊艇沉沒事故是1990年8月25日發生於臺灣南投縣魚池鄉日月潭的一起船難，造成57人死亡。

## 事件經過
1990年8月25日，台灣殼牌公司在日月潭舉辦員工自強活動，當時規定僅能搭載42人的「興業號」遊艇卻違規超載了92人，導致船隻翻覆，共有57人罹難、35人獲救。

## 後續
事故發生在農曆七月，因此傳出不少靈異事件，附近民眾穿鑿附會指出，鬼月時曾見船上有鬼影，「幽靈船」稱號不逕而走。興業號發生翻船事件後遭查扣，先後遷移朝霧碼頭、九龍口等地。2007年3月24日，放置在台21線65公里旁產業道路的興業號遭人縱火焚毀，三男一女承認夜遊探險後臨時起意縱火，船主徐進興表示「燒掉就算了，對我而言沒什麼損失」。